# Leucochloridium paradoxum
Leucochloridium paradoxum är en sugmask som parasiterar på snäckarter av släktet Succinea, som större bärnstenssnäcka. Den gör så genom att snäckans antenner, i vilka maskens äggsäckar finns, kommer att ut som en larv, vilket lockar fåglarna till att äta snäckan, varigenom parasiten förs över till andra snäckor genom fåglarnas avföring.